# Visseltofta socken
Visseltofta socken i Skåne ingick i Västra Göinge härad, ingår sedan 1974 i Osby kommun och motsvarar från 2016 Visseltofta distrikt.
Socknens areal är 83,95 kvadratkilometer varav 80,13 land.  År 2000 fanns här 460 invånare. Kyrkbyn Visseltofta med sockenkyrkan Visseltofta kyrka ligger i socknen.

## Administrativ historik
Socknen har medeltida ursprung. 
Vid kommunreformen 1862 övergick socknens ansvar för de kyrkliga frågorna till Visseltofta församling och för de borgerliga frågorna bildades Visseltofta landskommun. Landskommunen uppgick 1952 i Vittsjö landskommun som upplöstes 1974, då denna del uppgick i Osby kommun. Församlingen uppgick 2006 i Osby-Visseltofta församling.
1 januari 2016 inrättades distriktet Visseltofta, med samma omfattning som församlingen hade 1999/2000.
Socknen har tillhört län, fögderier, tingslag och domsagor enligt vad som beskrivs i artikeln Västra Göinge härad. De indelta soldaterna tillhörde Norra skånska infanteriregementet, Västra Göinge kompani, Skånska dragonregementet, Östra Göinge Sqvadron, Östra Göinge kompni samt Skånska husarregementet,Liv skvadronen, livkompaniet.

## Geografi
Visseltofta socken ligger norr om Hässleholm kring Helge å med Örsjön i norr. Socknen är en småkuperad skogsbygd med  odlingsbygd i ådalen.

## Fornlämningar
Från bronsåldern finns en gravhög och gravrösen.

## Namnet
Namnet skrevs 1372 Vislätoftä och kommer från kyrkbyn. Efterleden är toft, 'tomt'. Förleden innehåller troligen ett äldre ånamn, Wisl(a) med oklar tolkning..